# 진술
진술이란 자신의 생각을 말이나 글로 표현하는 것을 말한다.

## 형사소송법상 진술

### 판례

##### 임의성
- 진술의 임의성이라는 것은 고문, 폭행, 협박, 신체구속의 부당한 장기화 또는 기망 기타 진술의 임의성을 잃게 하는 사정이 있다는 것 즉 증거의 수집과정에 위법성이 없다는 것이므로 진술의 임의성을 잃게하는 위와 같은 사정이 없다는 것은 헌법이나 형사소송법 등의 규정에 비추어 특히 이례에 속하는 것이므로 진술의 임의성은 추정된다.[1]

## 같이 보기
- 임종시의 진술
- 진술거부권